# Петров, Юрий (легкоатлет, 1931)
Ю́рий Петро́в (род. 1931) — советский легкоатлет, специалист по барьерному бегу и спринту. Выступал на всесоюзном уровне в 1950-х годах, чемпион СССР, победитель Спартакиады народов СССР, призёр международных турниров и первенств всесоюзного значения. Представлял Москву, Профсоюзы, спортивные общества «Наука» и «Буревестник».

## Биография
Юрий Петров родился в 1931 году. Занимался лёгкой атлетикой в Москве, выступал за Профсоюзы, добровольные спортивные общества «Наука» и «Буревестник».
Первого серьёзного успеха на всесоюзном уровне добился в сезоне 1950 года, когда на чемпионате СССР в Киеве с командой Профсоюзов одержал победу в зачёте эстафеты 4 × 100 метров.
В 1952 году на чемпионате СССР в Ленинграде стал в той же дисциплине серебряным призёром.
На чемпионате СССР 1954 года в Киеве вновь получил серебро в эстафете 4 × 100 метров.
В 1955 году на чемпионате СССР в Тбилиси завоевал ещё одну серебряную награду в программе эстафеты 4 × 100 метров.
В 1956 году на чемпионате страны в рамках Первой летней Спартакиады народов СССР в Москве выиграл бронзовую медаль в беге на 110 метров с барьерами.
В 1957 году представлял Советский Союз на VI Всемирном фестивале молодёжи и студентов в Москве, где в 110-метровом барьерном беге взял бронзу. Позднее на чемпионате СССР в Москве получил серебро и золото в барьерном беге на 110 и 200 метров соответственно. Принимал участие в легкоатлетическом турнире Всемирных университетских игр в Париже — вместе с соотечественниками выиграл бронзовую медаль в эстафете 4 × 100 метров, уступив лишь командам из Франции и Западной Германии.
На чемпионате СССР 1958 года в Таллине в финале бега на 110 метров с барьерами финишировал вторым.
В 1959 году на чемпионате страны в рамках II летней Спартакиады народов СССР в Москве превзошёл всех соперников в 200-метровом барьерном беге и стал серебряным призёром в эстафете 4 × 100 метров.